# San José Independencia
San José Independencia es una localidad del estado mexicano de Oaxaca. Es cabecera del municipio de San José Independencia.

## Demografía
| Censo | Población (2020) |
| ----- | ---------------- |
| 1921  | 286              |
| 1930  | 379              |
| 1940  | 354              |
| 1950  | 429              |
| 1960  | 745              |
| 1970  | 1345             |
| 1980  | 659              |
| 1990  | 841              |
| 1995  | 957              |
| 2000  | 882              |
| 2005  | 846              |
| 2010  | 805              |
| 2020  | 799              |